# Alpineskiën op de Aziatische Winterspelen 2007
Alpineskiën was een onderdeel van de Aziatische Winterspelen 2007 in Changchun in China. De wedstrijden waren in het skigebied Beidahu. Er waren wedstrijden van 31 januari tot 3 februari 2007.

## Medailletabel
| Plaats | Land       | Goud | Zilver | Brons | Totaal |
| ------ | ---------- | ---- | ------ | ----- | ------ |
| 1      | Japan      | 4    | 1      | 1     | 6      |
| 2      | Zuid-Korea | 0    | 3      | 3     | 6      |

## Resultaten

### Mannen

#### Giant Slalom
| Plaats | Naam           | Land       | Tijd    | Score |
| ------ | -------------- | ---------- | ------- | ----- |
| Goud   | Ikuta Yasuhiro | Japan      | 2:09.34 | 0.00  |
| Zilver | Kang Min Heuk  | Zuid-Korea | 2:09.93 | 4.01  |
| Brons  | Kim Woo Sung   | Zuid-Korea | 2:10.79 | 9.87  |

#### Slalom
| Plaats | Naam           | Land       | Tijd    | Score |
| ------ | -------------- | ---------- | ------- | ----- |
| Goud   | Ikuta Yasuhiro | Japan      | 1:47.92 | 0.00  |
| Zilver | Kang Min Heuk  | Zuid-Korea | 1:48.54 | 3.50  |
| Brons  | Hanada Masashi | Japan      | 1:48.85 | 5.26  |

### Vrouwen

#### Giant Slalom
| Plaats | Naam           | Land       | Tijd    | Score |
| ------ | -------------- | ---------- | ------- | ----- |
| Goud   | Kiyosawa Emiko | Japan      | 2:08.92 | 0.00  |
| Zilver | Oh Jae Eun     | Zuid-Korea | 2:09.64 | 4.91  |
| Brons  | Kim Sun Joo    | Zuid-Korea | 2:11.80 | 19.66 |

#### Slalom
| Plaats | Naam        | Land       | Tijd    | Score |
| ------ | ----------- | ---------- | ------- | ----- |
| Goud   | Kato Chika  | Japan      | 1:24.83 | 0.00  |
| Zilver | Hanaoka Moe | Japan      | 1:25.78 | 6.83  |
| Brons  | Oh Jae Eun  | Zuid-Korea | 1:27.77 | 21.14 |

Alpineskiën · 
Biatlon · 
Curling · 
Freestyleskiën · 
IJshockey · 
Kunstrijden · 
Langlaufen · 
Schaatsen · 
Shorttrack · 
Snowboarden